# Marland
Marland és un poble dels Estats Units a l'estat d'Oklahoma. Segons el cens del 2000 tenia 280 habitants.

## Demografia
Segons el cens del 2000, Marland tenia 280 habitants, 83 habitatges, i 65 famílies. La densitat de població era de 400,4 habitants per km².
Dels 83 habitatges en un 47% hi vivien nens de menys de 18 anys, en un 56,6% hi vivien parelles casades, en un 15,7% dones solteres, i en un 20,5% no eren unitats familiars. En el 15,7% dels habitatges hi vivien persones soles el 6% de les quals corresponia a persones de 65 anys o més que vivien soles. El nombre mitjà de persones vivint en cada habitatge era de 3,37 i el nombre mitjà de persones que vivien en cada família era de 3,86.
Per edats la població es repartia de la següent manera: un 41,4% tenia menys de 18 anys, un 7,9% entre 18 i 24, un 26,1% entre 25 i 44, un 18,9% de 45 a 60 i un 5,7% 65 anys o més.
L'edat mediana era de 25 anys. Per cada 100 dones de 18 o més anys hi havia 95,2 homes.
La renda mediana per habitatge era de 27.188 $ i la renda mediana per família de 25.625 $. Els homes tenien una renda mediana de 26.563 $ mentre que les dones 18.000 $. La renda per capita de la població era de 8.918 $. Entorn del 31% de les famílies i el 37,9% de la població estaven per davall del llindar de pobresa.

## Poblacions més properes
El següent diagrama mostra les poblacions més properes.